# Sherco

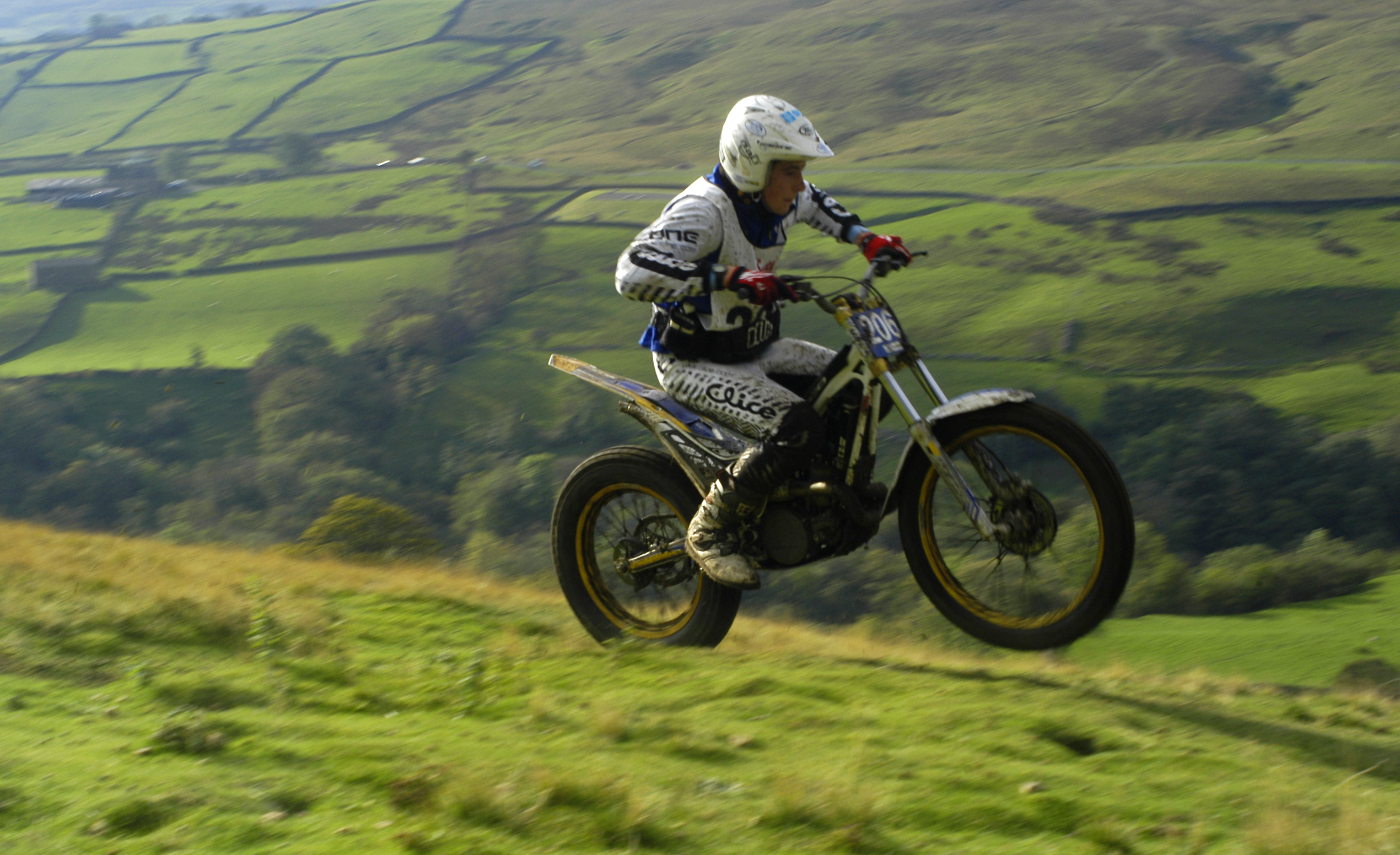
Jonathan Richardson sur une Sherco MAIL MRS, vainqueur du le 22 octobre 2011.

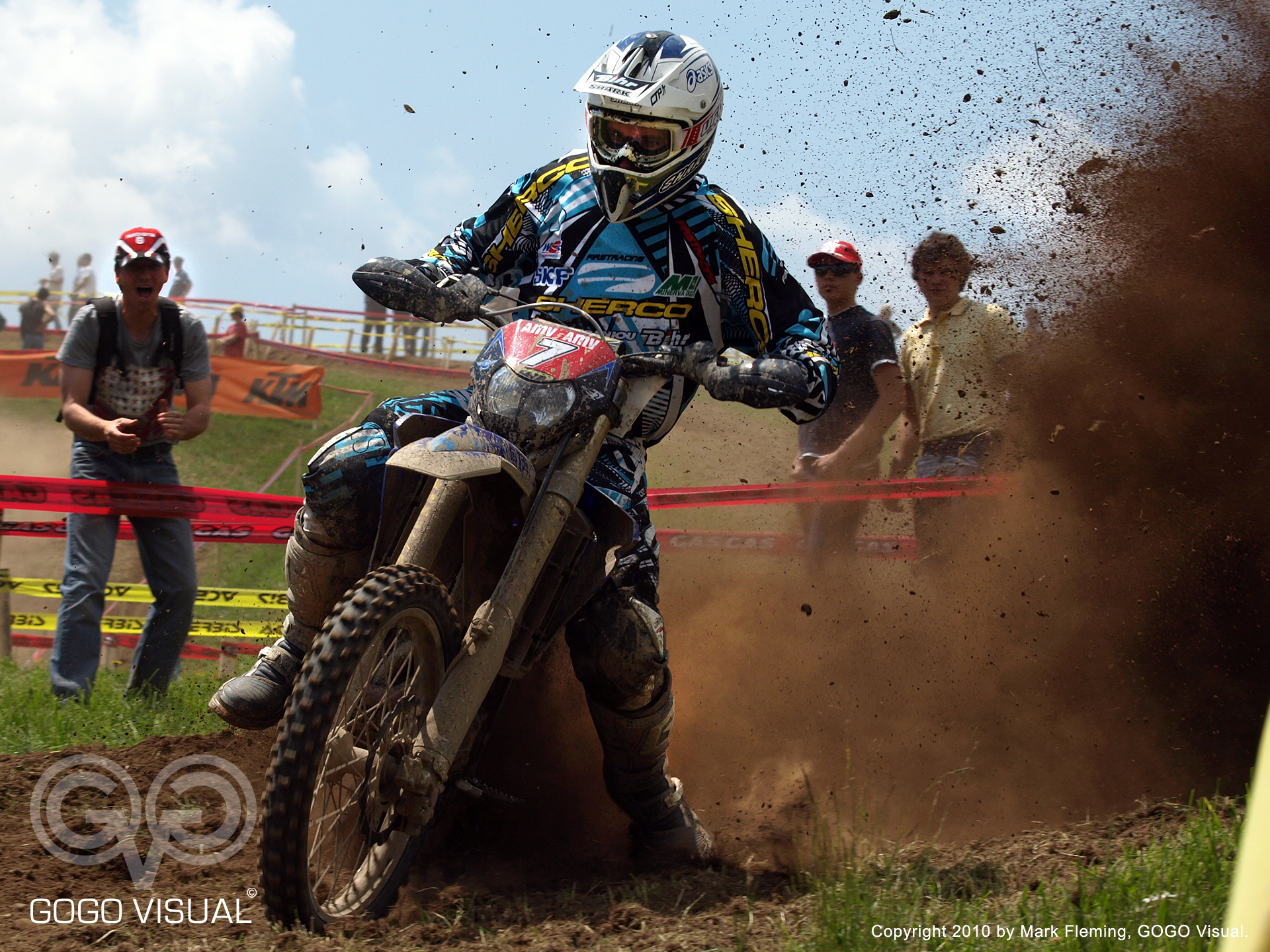
Fabien Planet au GP d'Italie 2010 WEC.

Sherco est un constructeur français de motos fondé en 1998 par Marc Teissier et Andreu Codina, tous deux anciens pilotes de trial. La première moto est une ST2.5, moto de trial de 250 cm3.
C'est le troisième fabricant français derrière MBK et Peugeot Motocycles.
Sherco Motorcycles est une multinationale SME[Quoi ?] divisée en deux unités de production en Europe de l'Ouest. Cette entreprise opère dans le secteur secondaire de l'économie, plus spécifiquement dans l'industrie de la moto. Elle s'est orientée dès son origine sur des véhicules tout-terrain. Son siège social se situe à Nîmes, et a été créé en 1998. Le plan stratégique a été de créer deux unités de production, chacune produisant dans un domaine spécial et bien distinct de l'autre. Ainsi, l'usine espagnole proche de Barcelone s'est spécialisée dans la fabrication de moto trial, alors que l'usine française, lancée en 2003, est elle spécialisée dans les machines enduro. Finalement, la société conçoit et produit des motos tout-terrain à une échelle industrielle, dans un secteur de niche. Le développement de Sherco l'a poussé à évoluer du monde du trial, jusqu'au monde de l'enduro.
La gamme de véhicule proposée par Sherco se situe autour de 25 véhicules, divisés en deux principales catégories, l'enduro et le trial. La catégorie trial comporte six modèles avec des cylindrées allant du 125 jusqu'au 300, dotées en moteur 2 temps ; en 2018, une 125 4 temps a vu le jour. La catégorie enduro quant à elle est divisée en deux modèles, Racing et Factory, qui proposent chacun des cylindrées allant du 50 au 300 pour les moteurs 2 temps, et du 250 au 500 pour les moteurs 4 temps.
Sherco dispose d’une usine à Nîmes dans le Gard. L’entreprise est présente mondialement dans plus de 66 pays, et affirme sa crédibilité chaque année grâce à ses performances en Championnat du Monde Enduro, Trial, Extreme Enduro, et bien évidemment, au Dakar.
Depuis 2017, Sherco est passé à la vitesse supérieure. Une unité de production qui atteint aujourd’hui plus de 12 000 m2 et des collaborateurs toujours plus nombreux et impliqués.

## Signification du logo Sherco
Le logo Sherco sert de représentation visuelle des piliers de l'entreprise : innovation, qualité et performance dans l'industrie des motos tout-terrain. Son identité visuelle dynamique et robuste ressemble aux caractéristiques incarnées par les motos Sherco : innovantes, performantes et synonymes d'excellence.

## Histoire
1999 :

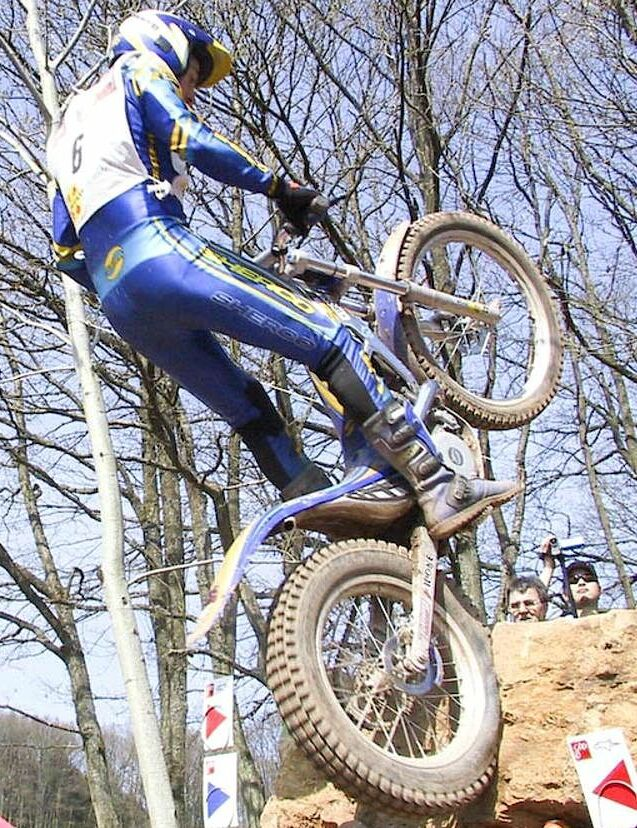
Un pilote Sherco lors d'une épreuve de trial.

- Sherco produit sa première moto de trial, la ST-2.5. La même année, Graham Jarvis remporte les Scottish Six Days Trial (en) avec cette moto.
- 1999 à 2009 : Sherco a gagné cinq fois les SSDT dont trois fois avec Graham Jarvis.

2002 :
- Sherco rachète la marque HRD et se lance sur le marché des 50 cm3/125 cm3 enduro et supermotard.
- Une seconde unité de production voit le jour à Nîmes, en France.

2004 :
- Sherco est le premier constructeur à posséder une gamme de motos de trial 2 temps et 4 temps. Cette année-là, Sherco crée la première moto d'enduro à moteur à injection électronique avec les SE4.5i et SE5.1i. En 2007, une 250 cm3, elle aussi avec une injection électronique, vient compléter la gamme enduro.

2007 :
- Edition spéciale limitée « Cabestany Replica » inspirée par le légendaire pilote de trial de la marque Sherco, Albert Cabestany.

2008 :
- Retrait d'Andreu Codina.

2009 :

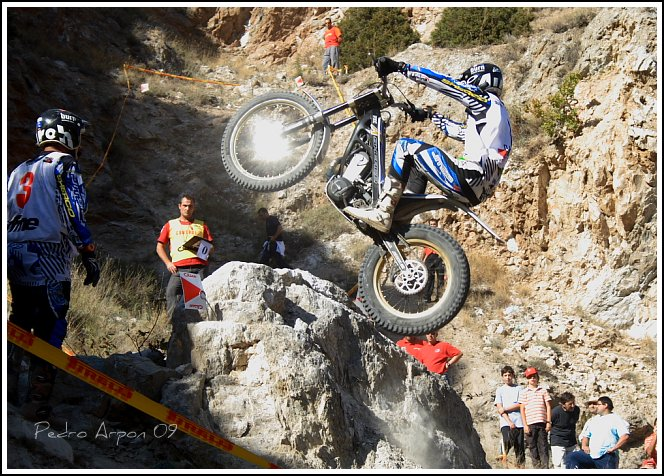
Albert Cabestany au Championnat d'Espagne de Trial 2009 à Arnedillo.

- La marque Scorpa est mise en liquidation. Marc Teissier, un des fondateurs de la marque, la rachète.
- Graham Jarvis est le premier vainqueur de la Romaniacs, une course d'enduro extrême, avec une moto quatre temps sur la SE2.5i.
- Le Dakar 2009 verra pour la première fois un constructeur engager une gamme complète par le biais du team Croco Aventures. Les 250 cm3, 450 cm3 et 510 cm3 seront alignées au départ de cette épreuve mythique. Seule la SR5.1i ne verra pas l'arrivée à cause d'une chute.
- Au guidon d'une SR4.5, David Casteu marquera le Dakar 2010 en gagnant la première étape. Une chute quelques jours plus tard l'obligera à l'abandon.

2010 :
- Au guidon de sa SR4.5i, David Casteu est champion du monde des rallyes tout-terrain 450 cm3.

2011 :
- Fabien Planet apporte à la marque Sherco un premier titre de champion de France.

2012 :
- La X-Ride première du nom voit le jour.

2013 :
- Naissance des premières 250 cm3 2T et 300 cm3 2T.
- La Trial Cabestany Replica est remise au goût du jour et offre un des modèles historiques de la marque.
- Jérémy Tarroux remporte la première victoire en mondial pour le Team Sherco lors de l'Enduro GP France à Saint-Flour.

2014 :
- David Knight signe pour Sherco et termine vice-champion du Super Enduro.

2015 :
- Sherco noue un partenariat avec l'entreprise indienne TVS Motor Company, une collaboration qui structure le Team Rally et qui propulse la marque sur le devant de la scène au Dakar.

2016 :
- Matthew Phillips, Australien de 23 ans, est sacré champion du monde Enduro GP au guidon d'une 300 SEF-R[3]. Cette année, Sherco sort une série Phillips replica nommée « factory » de sa gamme enduro.

2017 :
- Jérémy Tarroux remporte le Grand Chelem des classiques Enduro de France, le titre de champion de France Enduro, et le World Trophy aux ISDE France avec le Team France.
- Sherco complète sa gamme avec la seule cylindrée qui lui manquait, la 125[4].

2018 :
- Wade Young devient le plus jeune vainqueur de l'histoire de la Red Bull Romaniacs en remportant la course à l'âge de 21 ans[5].
- Wade Young réalise un triplé en remportant coup sur coup la RedBull Romaniacs, la RedBull Megawatt, et la Sea to Sky.
- Mario Roman remporte les deux premières extrêmes de l'année en gagnant d'affilée la 24 MX Alestrem en France et l'Hell's Gate en Italie.
- Théo Espinasse, pour sa première année en tant que pilote usine, est sacré champion de France Junior avec une 250 SEF[6].

2019 :
- Michael Metge remporte la 9e étape du Dakar 2019[7].
- Sherco propose la TY 125 Classic.
- L'entreprise s'attaque au marché américain[8].
- Sherco fête son 20e anniversaire en mettant au goût du jour le modèle phare de la marque : la ST 20th Anniversary[9].
- Deuxieme titre mondial en Enduro, en effet Hamish McDonald offre un titre mondial Youth Cup à la 125.
- Jeremy Tarroux s'impose sur huit journées du championnat sur les dix. Il est donc vice-champion de France à la suite d'une blessure lors de la neuvième journée, ce qui l'oblige à abandonner et voir ce titre s'envoler. Il gagne cette année-là deux classiques (Grappe de Cyrano et Rand'Auvergne), retour impressionnant pour ce pilote après une grave blessure en 2018 qui l'avait écarté des spéciales.
- Theo Espinasse termine vice-champion du monde Junior en Enduro.
- Matheo Cavallo termine 3e du championnat du monde E1.

2020 :
- Steve Lutrat remporte la première manche du championnat de France de Cross country à Essoyes en catégorie duo, au guidon de sa puissante se-f 250.
- Wade Young remporte la première édition de l'Extrême Peyratoise, revival de la très célèbre Gilles Lalay Classic à Peyrat-le-Château.
- Stewart Baylor Jr. offre à Sherco son premier podium en GNCC (en) en finissant 2e sur la 3e épreuve de la saison 2020 The General.
- Hammish Macdonald devient champion du monde Junior en Enduro.
- Theo Espinasse offre la deuxième place au championnat du monde Junior à Sherco, à la suite d'un problème mécanique lors du Grand Prix du Portugal, il voit ses chances de titre mondial s'envoler.
- Jeremy Tarroux devient une nouvelle fois champion de France E1, lui qui avait déjà été titré en 2017.
- Antoine Magain, le pilote belge, devient champion de France E3.

2022 :
- Zachary Pichon devient champion du monde Junior Scratch, le 7 août, lors du Grand Prix de Hongrie. Il offre le 4e titre mondial en Enduro depuis l’arrivée de Sherco en compétition.

## Gamme
| Sherco    | Sherco | Sherco |
| --------- | --- | --- |
| Enduro    | 125 SE-R - 125 SE Factory - 250 SE-R - 250 SE Factory - 300 SE-R - 300 SE Factory - 250 SEF-R - 250 SEF Factory - 300 SEF-R - 300 SEF Factory - 450 SEF-R - 450 SEF Factory - 500 SEF-R - 500 SEF Factory | 125 SE-R - 125 SE Factory - 250 SE-R - 250 SE Factory - 300 SE-R - 300 SE Factory - 250 SEF-R - 250 SEF Factory - 300 SEF-R - 300 SEF Factory - 450 SEF-R - 450 SEF Factory - 500 SEF-R - 500 SEF Factory |
| Trial     | 125 STR - 125 STF - 250 STR - 250 STF - 300 STR - 300 STF | 125 STR - 125 STF - 250 STR - 250 STF - 300 STR - 300 STF |
| X-Country | 125 SC Factory - 250 SC Factory - 300 SC Factory - 250 SCF Factory - 300 SCF Factory - 450 SCF Factory - 500 SCF Factory                                                                                  | 125 SC Factory - 250 SC Factory - 300 SC Factory - 250 SCF Factory - 300 SCF Factory - 450 SCF Factory - 500 SCF Factory                                                                                  |
| Supermoto | 125 SM Factory - 450 SM Factory - 500 SM Factory | 125 SM Factory - 450 SM Factory - 500 SM Factory |
| 50        | 50 SM Factory RS - 50 SM Factory R - 50 SE Factory RS - 50 SE Factory R - 50 SM Silver RS - 50 SM Silver R - 50 SM America RS - 50 SM America R                                                           | |
| Leisure   | 125 X-Ride - 290 X-Ride - 125 TY Classic | |